# 아일랜드 독립당
아일랜드 독립당(Irish Independence Party; IIP)은 북아일랜드의 민족주의 정당이었다. 1977년 10월 프랭크 맥마누스와 페르구스 맥카티어에 의해 창당되었고 1985년 해체되었다.